# Deutschland 83
Deutschland 83 é uma série de televisão alemã de 2015 criada pelo casal Jorg e Anna Winger. Originalmente produzida pelo canal RTL Television em parceria com a UFA Fiction, a série teve distribuição internacional da FremantleMedia, e foi exibida nos Estados Unidos pelo canal Sundance TV (exibida com som original e legendas em inglês); e no Reino Unido pelo Channel 4. Na Alemanha, a série estreou os seus dois primeiros episódios durante o Festival de Cinema de Berlim.

## Sinopse
A série é situada durante o período da Guerra Fria. A trama acompanha a vida de Martin Rauch (Jonas Nay), um rapaz que mora na Alemanha Oriental. Ele é escolhido pela Stasi para atuar como espião para a agência. Infiltrado no exército da Alemanha Ocidental, ele tem a missão de coletar dados sobre as atividades militares da OTAN. Foi originalmente concebida para ter três temporadas, encerrando sua trama com a queda do muro de Berlim, em 1989.

## Elenco
- Jonas Nay ... Martin Rauch
- Maria Schrader ... Lenora Rauch
- Ulrich Noethen ... General Wolfgang Edel
- Sylvester Groth ... Walter Schweppenstette
- Sonja Gerhardt ... Annett Schneider
- Ludwig Trepte ... Alex Edel
- Alexander Beyer ... Tobias Tischbier
- Lisa Tomaschewsky ... Yvonne Edel
- Carina N. Wiese ... Ingrid Rauch
- Anna von Berg ... Ursula Edel
- Errol Trotman-Harewood ... General Arnold Jackson
- Michaela Caspar ...Frau Netz
- Uwe Preuss ... Markus Fuchs
- Godehard Giese ... Karl Kramer
- Vladimir Burlakov ... Thomas Posimski
- Florian Bartholomäi ... Felix von Schwerin

## Episódios
| Episódio | Título (Original em inglês) | Data de exibição    |
| -------- | --------------------------- | ------------------- |
| #1       | Quantum Jump                | 17 de junho de 2015 |
| #2       | Brave Guy                   | 24 de junho de 2015 |
| #3       | Atlantic Lion               | 1 de julho de 2015  |
| #4       | Northern Wedding            | 8 de julho de 2015  |
| #5       | Cold Fire                   | 15 de julho de 2015 |
| #6       | Brandy Station              | 22 de julho de 2015 |
| #7       | Bold Guard                  | 29 de julho de 2015 |
| #8       | Able Archer                 | 5 de agosto de 2015 |

## Recepção
A minissérie tem 94% de aprovação no Rotten Tomatoes, com nota 7,8/10 baseada em 36 avaliações O consenso geral diz: "Um drama envolvente com uma trilha sonora divertida dos anos 80, Deutschland 83 narra uma intensa história de espião que aproxima os espectadores desconfortavelmente da Cortina de Ferro".
Deutschland 83 foi originalmente anunciada pelo RTL Television como uma minissérie, mas, em entrevistas para divulgar a estreia, o casal Jorg Winger e Anna Winger relevaram que ela era a primeira parte de uma trilogia.
Exibida nos Estados Unidos pelo canal SundanceTV, com som original e legendas em inglês, a série foi a primeira a ter estreia em uma rede de TV estadunidense.

## Prêmios e indicações
| Ano  | Prêmio                               | Categoria                      | Indicados      | Resultado |
| ---- | ------------------------------------ | ------------------------------ | -------------- | --------- |
| 2015 | Satellite Awards                     | Melhor Série Dramática         | Deutschland 83 | Indicado  |
| 2016 | Festival de Televisão de Monte Carlo | Melhor Ator em Série Dramática | Jonas Nay      | Venceu    |
| 2016 | Peabody Awards                       | Programação de entretenimento  | Deutschland 83 | Venceu    |
| 2016 | Emmy Internacional                   | Melhor Série Dramática         | Deutschland 83 | Venceu    |